# Saint-Jean-de-la-Léqueraye
Saint-Jean-de-la-Léqueraye är en kommun i departementet Eure i regionen Normandie i norra Frankrike. Kommunen ligger i kantonen Saint-Georges-du-Vièvre som tillhör arrondissementet Bernay. År 2018 hade Saint-Jean-de-la-Léqueraye 67 invånare.

## Befolkningsutveckling
Antalet invånare i kommunen Saint-Jean-de-la-Léqueraye
Referens:INSEE